# 1371 هـ
1371 هـ هي سنة في التقويم الهجري امتدت مقابلةً في التقويم الميلادي بين سنتي 1951 و1952.

## أحداث
- 27 ذو الحجة - الشيخ محمد الخضر حسين يتولى مشيخة الأزهر خلفا للشيخ عبد المجيد سليم البشري الذي استقال.

## مواليد
- سلطان بن فهد بن عبد العزيز آل سعود
- سعيد بن علي بن وهف القحطاني
- حمد سنان
- خالد التركي
- خالد بن محمد العنقري
- سبأ باهبري
- عبد الرحمن محمد الرفاعي
- عبد القادر طاش (إعلامي)
- عبد اللطيف الهميم
- عبد المنعم أبو الفتوح
- غاري مور
- مصطفى سيريتش

## وفيات
- جاك تاجر
- عبد الغني الكوش
- فارس نمر
- لياقت علي خان
- محسن الأمين العاملي
- محمد تقي الخونساري
- منسنج
- أبو يعلى الزواوي
- محمد زاهد الكوثري
- نبوية موسى